# Samuel Lilly
Samuel Lilly (* 28. Oktober 1815 in Geneva, New York; † 3. April 1880 in Lambertville, New Jersey) war ein US-amerikanischer Politiker. Zwischen 1853 und 1855 vertrat er den Bundesstaat New Jersey im US-Repräsentantenhaus.

## Werdegang
Samuel Lilly, der seit 1829 in Lambertville lebte, besuchte die Rev. P.O. Studdiford’s Classical School. Nach einem anschließenden Medizinstudium an der University of Pennsylvania und seiner 1837 erfolgten Zulassung als Arzt begann er in Lambertville in diesem Beruf zu arbeiten. Gleichzeitig schlug er als Mitglied der Demokratischen Partei eine politische Laufbahn ein. Zwischen 1849 und 1852 war er Bürgermeister von Lambertville.
Bei den Kongresswahlen des Jahres 1852 wurde er im dritten Wahlbezirk von New Jersey in das US-Repräsentantenhaus in Washington, D.C. gewählt, wo er am 4. März 1853 die Nachfolge von Isaac Wildrick antrat. Bis zum 3. März 1855 konnte er eine Legislaturperiode im Kongress absolvieren. Diese war von den Ereignissen im Vorfeld des Bürgerkrieges geprägt. Während seiner Zeit als Kongressabgeordneter war Lilly Vorsitzender des Ausschusses zur Kontrolle der Ausgaben des Postministeriums.
Nach dem Ende seiner Zeit im US-Repräsentantenhaus war Lilly acht Jahre lang Vorsitzender des Kreisrats im Hunterdon County. Außerdem war er Brigadegeneral der Staatsmiliz. In den Jahren 1861 und 1862 fungierte er als amerikanischer Konsul in der britischen Kolonie Indien mit Sitz in Kalkutta. Seit 1868 war er an verschiedenen Gerichten als Richter tätig. Außerdem gehörte er dem Begnadigungsausschuss des Staates New Jersey an. Im Jahr 1871 war er auch Vorstandsmitglied der staatlichen Nervenheilanstalt. Samuel Lilly starb am 3. April 1880 in Lambertville.